# Rock Classics
Rock Classics ist ein Coveralbum des deutschen Sängers Peter Hofmann. Es erschien im Oktober 1982 über das Label CBS Records und zählt mit mehr als einer Million verkauften Exemplaren zu den meistverkauften Musikalben in Deutschland.

## Inhalt
Das Album enthält zehn Coverversionen bekannter englischsprachiger Songs. Darunter befinden sich der Beatles-Titel Yesterday, das Lied Bridge over Troubled Water, das im Original von Simon & Garfunkel gesungen wird, sowie das Stück Sailing der Sutherland Brothers.

## Produktion und Gastbeiträge
Rock Classics wurde von den deutschen Musikproduzenten Roland Heck und Gerd Köthe produziert. Der einzige Gastauftritt des Albums stammt von der US-amerikanischen Opernsängerin Deborah Sasson, die auf dem Song Scarborough Fair zu hören ist.

## Covergestaltung
Das Albumcover zeigt Peter Hofmann, der schwarz gekleidet ist und den Betrachter mit ernstem Blick ansieht. Links oben im Bild befinden sich die weißen Schriftzüge Peter Hofmann und Rock Classics. Der Hintergrund ist blau-grün gehalten.

## Titelliste
| #  | Titel                                 | Original-Interpret      | Länge |
| -- | ------------------------------------- | ----------------------- | ----- |
| 1  | The House of the Rising Sun           | The Animals             | 4:04  |
| 2  | Scarborough Fair (mit Deborah Sasson) | Simon & Garfunkel       | 4:17  |
| 3  | The Sun Ain’t Gonna Shine Anymore     | Frankie Valli           | 3:39  |
| 4  | The Long and Winding Road             | The Beatles             | 4:11  |
| 5  | MacArthur Park                        | Richard Harris          | 4:59  |
| 6  | Sailing                               | The Sutherland Brothers | 4:57  |
| 7  | Yesterday                             | The Beatles             | 3:45  |
| 8  | Say Goodbye to Hollywood              | Billy Joel              | 4:05  |
| 9  | Nights in White Satin                 | The Moody Blues         | 5:14  |
| 10 | Bridge over Troubled Water            | Simon & Garfunkel       | 4:02  |

## Kommerzieller Erfolg

### Chartplatzierungen und Singles
Rock Classics stieg am 1. November 1982 auf Platz 14 in die deutschen Albumcharts ein und erreichte fünf Wochen später die Chartspitze, an der es sich fünf Wochen lang hielt. Insgesamt konnte es sich 60 Wochen in den Top 100 halten, davon 19 Wochen in den Top 10. Auch in Österreich belegte das Album Platz eins und hielt sich 30 Wochen in den Charts. In den deutschen Jahrescharts 1983 erreichte Rock Classics Rang neun und in Österreich Position elf.
| ChartsChartplatzierungen | Höchstplatzierung | Wochen |
| ------------------------ | ----------------- | ------ |
| Deutschland (GfK)        | 1 (60 Wo.)        | 60     |
| Österreich (Ö3)          | 1 (30 Wo.)        | 30     |

| ChartsJahrescharts (1983) | Platzierung |
| ------------------------- | ----------- |
| Deutschland (GfK)         | 9           |
| Österreich (Ö3)           | 11          |

| ChartsJahrescharts (1984) | Platzierung |
| ------------------------- | ----------- |
| Deutschland (GfK)         | 52          |

Als Singles des Albums wurden die Songs The Sun Ain’t Gonna Shine Anymore, Nights in White Satin und The House of the Rising Sun ausgekoppelt, die sich alle nicht in den Charts platzieren konnten.

### Auszeichnungen für Musikverkäufe
Rock Classics wurde im Jahr 1989 in Deutschland für mehr als eine Million verkaufte Einheiten mit einer doppelten Platin-Schallplatte ausgezeichnet, womit es zu den meistverkauften Musikalben des Landes gehört.
| Land/Region        | Auszeichnungen für Musikverkäufe (Land/Region, Auszeichnung, Verkäufe) | Verkäufe  |
| ------------------ | ---------------------------------------------------------------------- | --------- |
| Deutschland (BVMI) | 2× Platin                                                              | 1.000.000 |
| Insgesamt          | 2× Platin ·                                                            | 1.000.000 |